# Maduvvari (Meem)
Maduvvari är en ö i Mulakuatollen i Maldiverna.  Den ligger i administrativa atollen Meem, i den centrala delen av landet, 120 km söder om huvudstaden Malé.